# كاريل كروبا
كاريل كروبا (و. 1950  م) هو لاعب كرة قدم تشيكوسلوفاكي، ولد في برنو، مركز لعبه هو مهاجم.

## مسيرته الكروية
لعب كاريل كروبا خلال مسيرته الاحترافية مع نادِ واحدٍ في ثلاثة عشر موسمًا وسجل خلالها 125 هدف ضمن 298 مباراة. ولم يفز بأي موسم بالكأس وفاز في موسم واحد بالدوري.
خاض كاريل كروبا مسيرته مع نادي زبرويوفكا برنو في موسم 1971–72 ليلعب معه ثلاثة عشر موسمًا، مشاركًا في 298 مباراة سجل خلالها 125 هدف.

## روابط خارجية
- كاريل كروبا على موقع الاتحاد التشيكي (الإنجليزية)
- كاريل كروبا على موقع قاعدة بيانات كرة القدم.إي يو (الإنجليزية)
- كاريل كروبا على موقع ناشيونال فوتبول تيمز (الإنجليزية)
- كاريل كروبا على موقع عالم كرة القدم.نت (الإنجليزية)